# Тамиче, Эдиксон
Э́диксон Энри́ке Тами́че Ка́мпос (исп. Edicson Enrique Tamiche Campos; род. 28 мая 2005) — венесуэльский футболист, защитник клуба «Депортиво Тачира».

## Клубная карьера
Тамиче — воспитанник клуба «Депортиво Тачира». 18 февраля 2024 года в матче против «Райо Сулия» он дебютировал в венесуэльской Примеры.

## Международная карьера
В 2025 году Дуарте в составе молодёжной сборной Венесуэлы принял участие в молодёжном чемпионате Южной Америки в Венесуэле. На турнире он сыграл в матче против сборной Уругвая.